# Hexadec-9-eno-1,16-lacton
Hexadec-9-eno-1,16-lacton ist eine organische Verbindung aus der Gruppe der Lactone.

## Herstellung
Hexadec-9-eno-1,16-lacton kann durch Ringschluss-Metathese mit einem Grubbs-Katalysator hergestellt werden, wobei ein Isomerengemisch entsteht. Als Ausgangsstoff eignet sich hierfür der Ester der Ölsäure mit 7-Octen-1-ol. Alternativ eignet sich auch der Ester der 9-Decensäure. Eine alternative Syntheseroute ist die direkte Veresterung von 16-Hydroxy-9-Hexadecensäure mit Hafnium(IV)-triflat. Statt einer Alkensäure kann auch die trihydroxylierte Aleuritinsäure als Edukt verwendet werden. Nachdem die beiden Hydroxygruppen an Position 9 und 10 mit Benzaldehyd-Dimethylacetal und Camphersulfonsäure als Katalysator als Acetal geschützt wurden, wird die Säure zunächst unter Einsatz von 2-Methyl-6-nitrobenzoesäureanhydrid und 4-Dimethylaminopyridin-N-oxid lactonisiert. Anschließend kann das Acetal durch saure Hydrolyse entschützt werden, die beiden Hydroxygruppen mit Thiocarbonyldiimidazol verestert werden und anschließend durch Reduktion mit Trimethylphosphit die Doppelbindung erzeugt werden.

## Verwendung
Hexadec-9-eno-1,16-lacton wird als Duftstoff für Kosmetika und Reinigungsmittel verwendet. Die weltweite Verwendungsmenge in diesem Bereich liegt in der Größenordnung von 10 bis 100 Tonnen pro Jahr. Es ist in der EU unter der FL-Nummer 10.063 als Aromastoff für Lebensmittel zugelassen.